# Capnogryllacris
Capnogryllacris is een geslacht van rechtvleugeligen uit de familie Gryllacrididae. De wetenschappelijke naam van dit geslacht is voor het eerst geldig gepubliceerd in 1937 door Karny.

## Soorten
Het geslacht Capnogryllacris omvat de volgende soorten:
- Capnogryllacris alivittata Griffini, 1911
- Capnogryllacris erythrocephala Gorochov, 2003
- Capnogryllacris fruhstorferi Griffini, 1908
- Capnogryllacris fumigata Haan, 1842
- Capnogryllacris gigantea Karny, 1937
- Capnogryllacris helocephala Gorochov, 2003
- Capnogryllacris humberti Griffini, 1914
- Capnogryllacris khmerica Gorochov, 2003
- Capnogryllacris obscurata Karny, 1937
- Capnogryllacris phaeocephala Gorochov, 2003
- Capnogryllacris pictipes Karny, 1925
- Capnogryllacris proxima Gorochov, 2003
- Capnogryllacris rubrocellata Gorochov, 2003
- Capnogryllacris signatifrons Serville, 1838
- Capnogryllacris trimaculata Griffini, 1913